# Шаболово
Шаболо́во — бывшая деревня и одноимённая усадьба, вошедшие в состав Москвы в 1960 году.

## История
Первоначально деревня имела название Шашебольцево, Шашебальцево или Шишебольцево, образованное от прозвища или фамилии Шашебальцев. Этот дворянский род прекратил своё существование в Смутное время. Со временем название трансформировалось в Шаболово. Первый известный владелец пустоши Шаболово, тогда Шашебольцева, — боярин Матвей Михайлович Годунов-Толстый (?—1639). В 1614—1754 гг. Шаболово принадлежало князьям Долгоруковым, при которых была выстроена усадьба. С 1754 г. Шаболово находилось во владении генерал-майора князя Александра Александровича Прозоровского (1715—1769). К 1766 году он реконструировал усадьбу: выстроил новый господский дом, разбил регулярный парк с павильоном и двумя прудами. Согласно плану генерального межевания, составленному в то время, сама деревня находилась северо-восточнее усадьбы.
В 1780 году усадьба была продана сыном Прозоровского Петром княгине Анне Андреевне Урусовой, жене генерал-майора князя А. В. Урусова. В 1784 году Шаболово было куплено статской советницей Екатериной Ивановной Козицкой, вдовой Г. В. Козицкого. Козицкая была сестрой владелицы Зюзина и Шаболово принадлежало ей примерно по 1820 год. В это время появились флигель и конюшни, обнесённые каменной оградой; со временем дом погиб и его функции стал выполнять флигель. Позднее к нему были пристроены два одноэтажных корпуса.
В 1833 году Шаболово унаследовала старшая дочь Козицкой, графиня Александра Григорьевна Лаваль (1772—1850) — жена И. С. Лаваля.
С 1850 года владельцем имения значится генерал-лейтенант Николай Александрович Бутурлин. Ещё при жизни он передал его своей дочери Екатерине Николаевне Ржевской (1841—1898), бывшей замужем за кавалергардом (впоследствии — тайным советником и гофмейстером) П. К. Ржевским. В это период были проданы земельные участки из состава имения: на одном купец Пётр Николаевич Туманов построил кирпичный завод, на другом коммерции советник и гласный Городской думы Лев Иванович Катуар построил лечебницу.
После национализации усадьбы организованный здесь в 1918 году совхоз носил название «Ржевский» — по последним помещикам.
Ещё в 1920-е годы перед флигелем, ставшим господским домом, сохранялся старый фруктовый сад, а в парке ещё можно было разглядеть фундаменты построек, исчезнувших задолго до революции. После неё до 1952 года были снесены и псевдоготические башнеобразные пилоны въездных ворот, а также примыкавшие к ним фрагменты кирпичной ограды с полуциркульными пролётами и небольшим одноэтажным зданием. Флигель, выполнявший функции господского дома, дожил до середины-конца 1950-х гг. От самой усадьбы к настоящему времени ничего не уцелело. Все остатки парка в южной части современной Новочерёмушкинской улицы уничтожены. От деревни уцелел большой пруд, ныне называющийся Шаболовским или Новочерёмушкинским.
Название усадьбы сохранилось в названии находящейся далеко от неё улицы Шаболовка — бывшей дороги из Москвы в Шаболово, и находящейся на Шаболовке станции метро Шаболовская.